# Vallendar (Verbandsgemeinde)
Vallendar est une Verbandsgemeinde (collectivité territoriale) de l'arrondissement de Mayen-Coblence dans la Rhénanie-Palatinat en Allemagne. Le siège de cette Verbandsgemeinde est dans la ville de Vallendar.
La Verbandsgemeinde de Vallendar consiste en cette liste d'Ortsgemeinden (municipalités locales) :

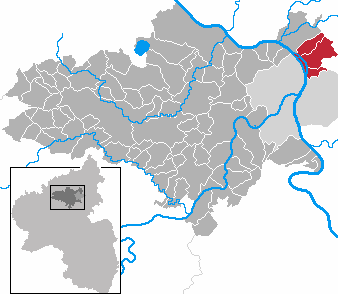
Localisation de la Verbandsgemeinde de Vallendar dans l'arrondissement de Mayen-Coblence

1. Niederwerth
2. Urbar
3. Vallendar
4. Weitersburg